# アルカンタラ＝マール駅
アルカンタラ＝マール駅（ポルトガル語: Estação Ferroviária de Alcântara-Mar）はポルトガルのリスボンエストレーラ地区にある、リスボン近郊鉄道カスカイス線の駅。
また、西方500メートル先にアザンブジャ線方面に分岐する非電化の線路がある。ただし旅客用として使用されていない。

## 沿革
1887年4月9日、ポルトガル鉄道会社はサンタ・アポローニャ駅からテージョ川沿いにアルカンタラ地区・カスカイス方面に鉄道を建設することが認可された。こうして建設が開始され、1889年9月30日にカスカイス線カスカイス-ペドロウソス間が開通、次の延伸区間となるペドロウソス-アルカンタラ＝マール間が1890年12月6日に延伸開通したのと同時に当駅が開業。その後アルカンタラ＝テラ駅方面の線路の接続は1891年8月10日に開通し、アルカンタラ＝マール-カイス・ド・ソドレ間は1895年9月4日に開通したが、その先のサンタ・アポローニャまでの延伸は今日まで実現に至っていない。
1991年から2008年の間、アルカンタラ＝テラ駅〜アルカンタラ＝マール駅間の高架連絡橋が存在していた。
2009年12月、冠水のため地下連絡通路が一時閉鎖された。

## 駅構造

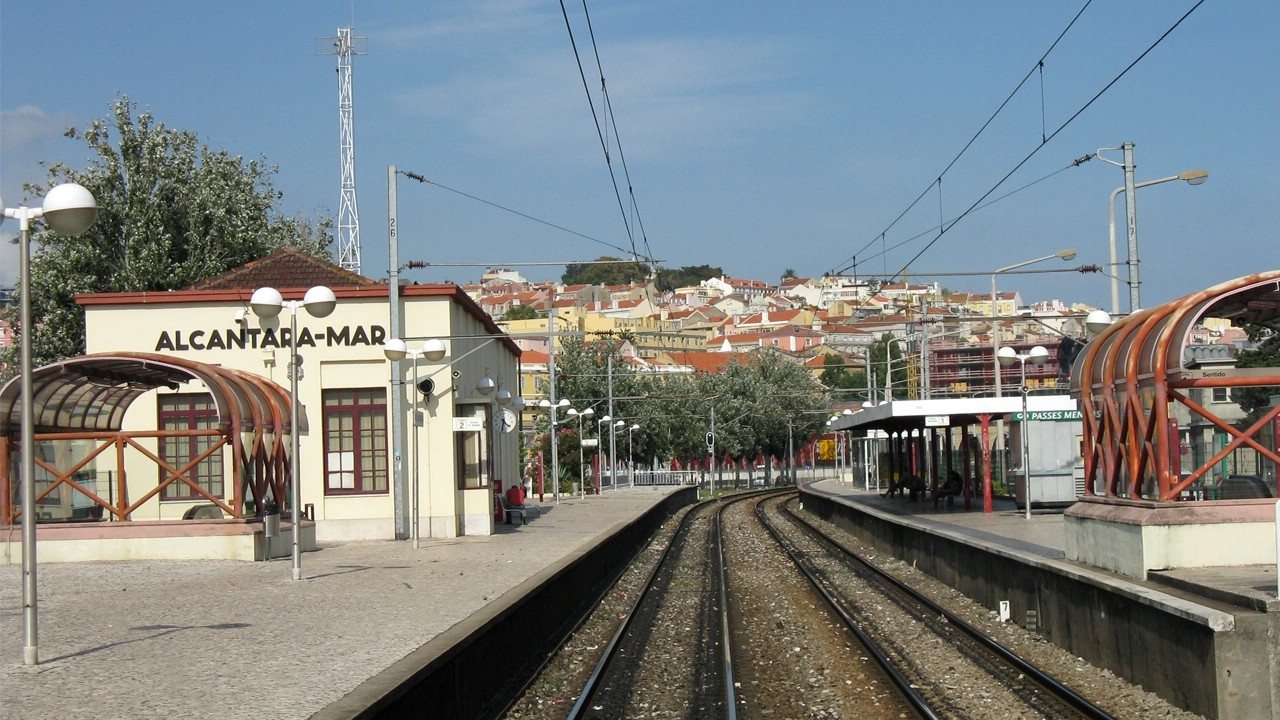
ホームと駅舎

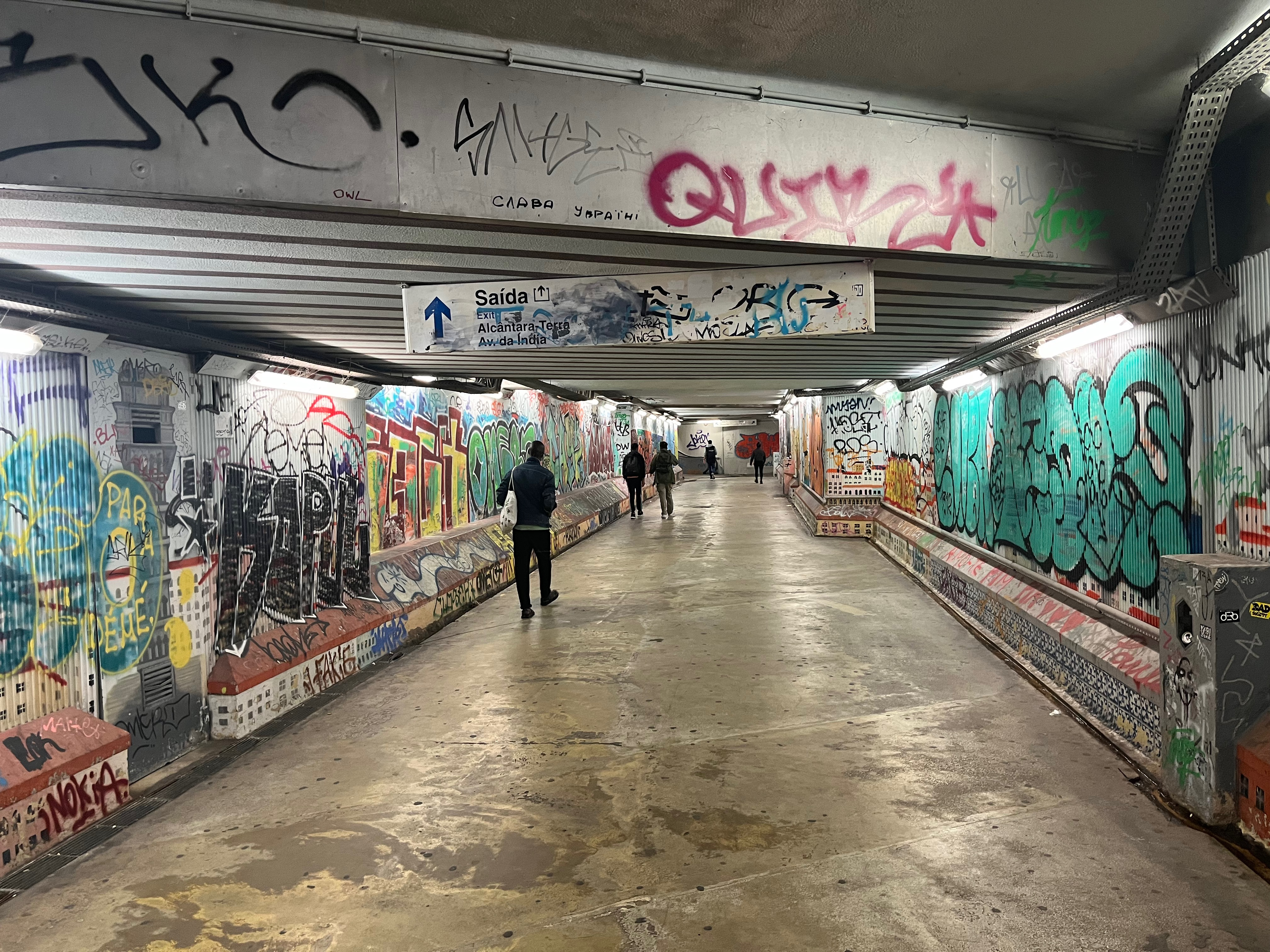
地下連絡通路

相対式ホームは2面2線を有する地上駅。1番線ホーム側に駅舎があるが使用されておらず、南北に伸びる地下連絡通路を通じて駅の出入りができる。

### のりば
| ホーム | 路線         | 方向 | 行先                   |
| ------ | ------------ | ---- | ---------------------- |
| 1      | カスカイス線 | 西行 | カスカイス方面         |
| 2      | カスカイス線 | 東行 | カイス・ド・ソドレ方面 |

## 駅周辺
駅北側
- インディア通り
- CUFテージョ病院
- ピンゴ・ドーセ（ポルトガル語版、英語版）
- セウタ通り（ポルトガル語版）
- カリス博物館（ポルトガル語版、英語版）
- アルカンタラ＝7月24日通り電停（ トラム15E系統（ポルトガル語版）・18E系統（ポルトガル語版））
- アルカンタラ＝テラ駅（ アザンブジャ線）
- アルカンタラ聖ペテロ教会（ポルトガル語版）

南側
- ブラジリア通り
- 東洋博物館（ポルトガル語版）
- アルカンタラ埠頭

## 隣の駅
ポルトガル国鉄
 カスカイス線
サントス駅 - アルカンタラ＝マール駅 - ベレン駅